# Іваре
Іваре (яп. 磐余, いわれ) — історична місцевість в Японії, в центрі префектури Нара, історичної провінції Ямато. Розташована на півдні міста Сакураї, біля північного підніжжя гори Аменокаґу. Політично-адміністративний центр давньояпонської держави Ямато. Згідно з відомостями «Аналів Японії» була місцем розташування палаців Імператорів Рітю, Сейнея та Кейтая. Оспівана в 3 томі першої японської поетичної антології «Збірки міріади листків».
В давнину в районі Іваре існував ставок, який, ймовірно, простягався від місцевості Ікеноуті міста Сакураї до кварталу Ікедзірі міста Касіхара.